# Beleg van Binche
Het Beleg van Binche was tijdens de Tachtigjarige Oorlog een belegering door een Frans leger op de stad Binche van 22 september tot 7 oktober 1578 onder leiding van Anjou.

## Achtergrond
Troepen van Don Juan en Parma hadden eerder dat jaar Nijvel en Binche onder het Spaanse gezag terug gebracht. Enkele weken na de Slag bij Rijmenam op 1 augustus was Don Juan plotseling ziek geworden, waardoor hij op 1 oktober stierf en verdere militaire ondernemingen gestaakt werden.
Anjou had om tienduizend man voetvolk en tweeduizend ruiters verzocht, maar er werden uiteindelijk dertienhonderd man voetvolk en vijfhonderd ruiters tot zijn beschikking gesteld. Anjou verwierf de eretitel "Beschermer der Nederlandse Vrijheid" van de Staten. Hij verklaarde de oorlog aan Don Juan en ging Binche belegeren.

## Beleg en nasleep

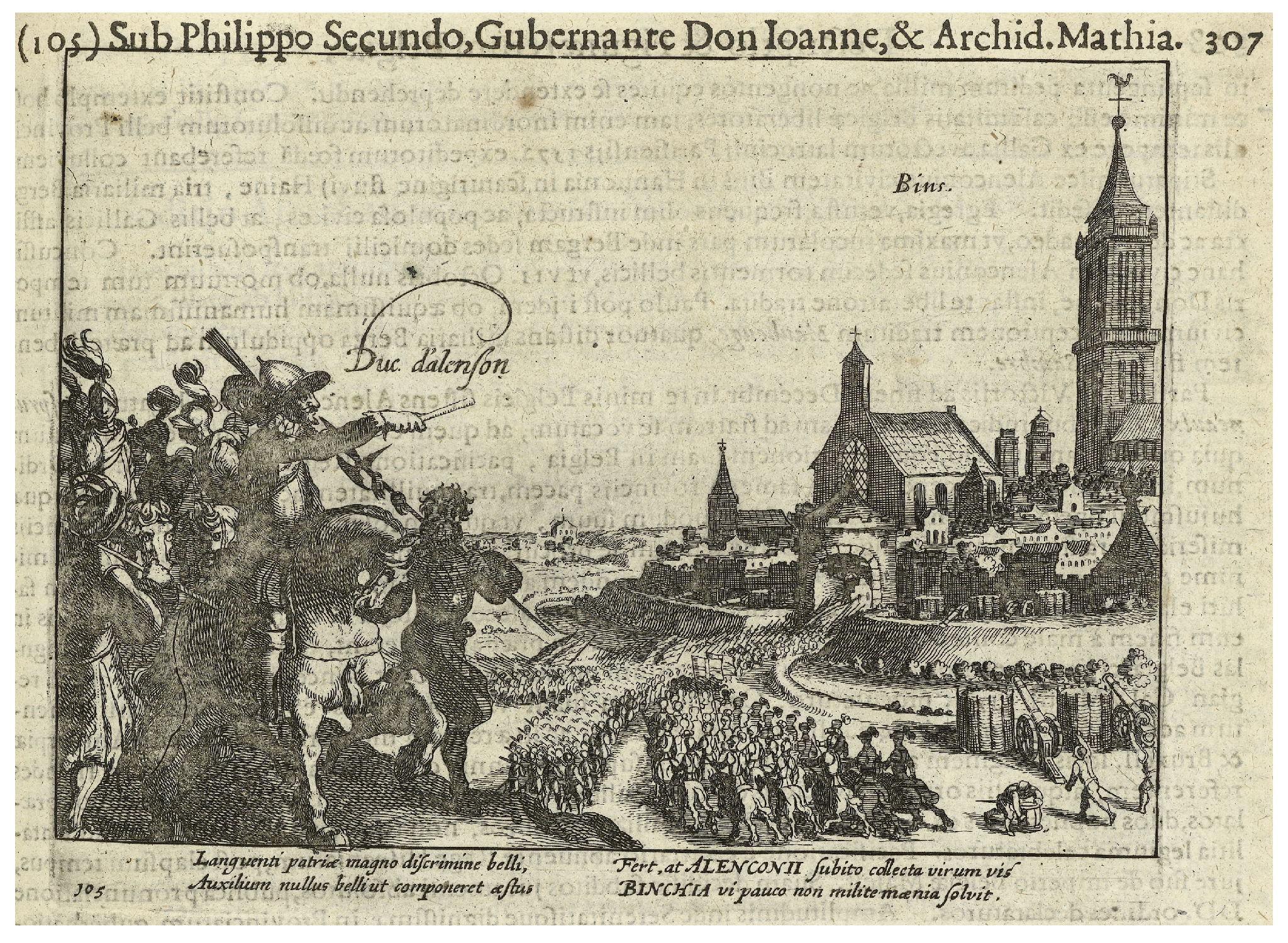
(collectie: Rijksmuseum Amsterdam)

De stad werd met een bestorming ingenomen, de Fransen doodden iedereen binnen de muren die gewapend was. De soldaten waren zeer teleurgesteld dat er verder niets voor hen te plunderen viel. Ziektes zoals de pest die in de streek heersten, zorgden voor een moreel dieptepunt onder de troepen. De soldaten roofden de kerken leeg.
Na de inname van Binche ging Maubeuge volgens verdrag over aan Anjou. De Raad van Oorlog had Anjou verzocht om aansluiting te zoeken met het Staatse leger, dat verwikkeld zou raken in de slag bij Gembloers. Anjou dankte zijn leger echter af en keerde terug naar Frankrijk. Hendrik III keurde Anjou's bemoeienis in de Nederlanden af en liet hem opsluiten. Met hulp van zijn gunsteling Boissy d'Amboise wist hij te ontsnappen naar de abdij van Saint-Germain, en vandaar ontkwam hij via een gat in de stadsmuur uit Parijs. Zijn zus, de koningin van Navarra, wist de gemoederen te bedaren en zorgde ervoor dat hij de nieuwe landvoogd van de Nederlanden werd. Met de Vrede van Aken werden Binche (en andere steden) door de Spanjaarden afgestaan aan Frankrijk. Later werden de stad en haar rechtsgebied (eenenvijftig burchten en dorpen) teruggegeven aan het Spaanse Rijk bij het sluiten van de Vrede van Nijmegen.